# Halterofilia en los Juegos Olímpicos de Londres 2012 – Menos de 63 kg femenino
El evento de menos de 63 kg femenino de halterofilia en los Juegos Olímpicos de Londres 2012 tuvo lugar el 31 de julio en el Centro de Exposiciones ExCeL.

## Horario
Todos los horarios están en Tiempo Británico (UTC+1)
| Fecha               | Tiempo | Ronda   |
| ------------------- | ------ | ------- |
| 31 de julio de 2012 | 15:30  | Grupo A |

## Resultados
| Rank              | Atleta                     | Grupo | Peso corporal | Arrebato (kg) | Arrebato (kg) | Arrebato (kg) | Arrebato (kg) | Tirón (kg) | Tirón (kg) | Tirón (kg) | Tirón (kg) | Total |
| Rank              | Atleta                     | Grupo | Peso corporal | 1             | 2             | 3             | Resultado     | 1          | 2          | 3          | Resultado  | Total |
| ----------------- | -------------------------- | ----- | ------------- | ------------- | ------------- | ------------- | ------------- | ---------- | ---------- | ---------- | ---------- | ----- |
| Medalla de oro    | Maiya Maneza (KAZ)         | A     | 62.21         | 106           | 110           | 112           | 110           | 135        | 144        | 144        | 135        | 245   |
| Medalla de plata  | Svetlana Tsarukayeva (RUS) | A     | 62.42         | 106           | 111           | 112           | 112           | 125        | 130        | 130        | 125        | 237   |
| Medalla de bronce | Christine Girard (CAN)     | A     | 62.87         | 103           | 105           | 105           | 103           | 130        | 133        | 135        | 133        | 236   |
| 4                 | Sibel Şimşek (TUR)         | A     | 62.28         | 105           | 105           | 105           | 105           | 130        | 133        | 133        | 130        | 235   |
| 5                 | Milka Maneva (BUL)         | A     | 62.66         | 98            | 102           | 105           | 102           | 125        | 131        | 134        | 131        | 233   |
| 6                 | Luz Acosta (MEX)           | A     | 62.91         | 99            | 103           | 104           | 99            | 119        | 125        | 127        | 125        | 224   |
| 7                 | Seen Lee (AUS)             | A     | 59.65         | 78            | 83            | 86            | 83            | 98         | 103        | 106        | 103        | 186   |
| 8                 | Maria Liku (FIJ)           | A     | 61.45         | 78            | 82            | 85            | 82            | 100        | 105        | 105        | 100        | 182   |
| 9                 | Lucía Castañeda (NCA)      | A     | 62.45         | 76            | 79            | 79            | 79            | 91         | 97         | 97         | 97         | 176   |
| 10                | Silvana Saldarriaga (PER)  | A     | 58.11         | 70            | 75            | 75            | 75            | 92         | 97         | 101        | 97         | 172   |

## Récords olímpicos
| Total | 245 kg | Maiya Maneza (KAZ) | RO |